# Bourdon à cheminée
A Bourdon à cheminée egy orgonaregiszter, a Bourdon egy fából készült, a tetején rövid csőtoldalékkal ellátott változata. Tipikus francia romantikus regiszter, amely általában 8’ és 4’ magasságban készül, kevert regiszterként soha, a francia redőnyművekre. Anyaga kizárólag tölgyfa, jellegét tekintve bő méretű, fedett vége rövid csőtoldalékkal készül, hangja színes és élénk.